# جیمز هارولد کانن
جیمز هارولد کانن (انگلیسی: James Cannan; ۲۹ اوت ۱۸۸۲ – ۲۳ مهٔ ۱۹۷۶) فرد نظامی اهل استرالیا بود. وی همچنین برندهٔ جوایزی همچون نشان حمام شده‌است.